# Archeologia medievale
L'archeologia medievale è quell'ambito specialistico della ricerca archeologica che applica i metodi propri di questa disciplina alla cultura post-classica nell'indagine delle strutture, della mentalità, dei manufatti e di ogni minuziosa testimonianza del periodo che va dalla caduta dell'Impero Romano (476 d.C.) alla nascita dell'età moderna (1492 scoperta dell'America): all'interno di questi due paletti storici (sempre più messi in discussione almeno per la realtà italiana), l'archeologia medievale indaga ogni ‘tipo di Medioevo’, da quello islamico a quello cristiano, dai bizantini ai longobardi agli ebrei etc., in una discesa specialistica sempre più profonda che ne è anche una sua caratteristica fondamentale.

## Storia dell'archeologia medievale
La ricerca archeologica in ambito medievale era iniziata nella seconda metà dell'Ottocento: l'interesse, inizialmente rivolto alle architetture e quindi ai siti e ai materiali di epoca medievale, si manifestò anche con veri e propri scavi archeologici, soprattutto in Gran Bretagna e nei paesi scandinavi, in collegamento con il pensiero positivistico e con lo sviluppo della ricerca sulle origini nazionali, propria della cultura del tempo. In quest'ambito, il generale inglese Pitt Rivers si dedicò tra il 1881 e il 1896 alla ricerca di villaggi e necropoli, registrando in modo estremamente accurato tutti i dati dei ritrovamenti.
Nel 1952 Beresford, Jack Golson e John Hurst scavarono il villaggio abbandonato di Wharram Percy, nel Nord Yorkshire: 38 campagne di scavo estese su ampie aree che permisero di illustrare in maniera innovativa e con risultati eccellenti le fasi di vita del villaggio dal tempo dei romani. Nello stesso 1952 venne costituito il Deserted Medieval Research Group (MSRG) che svolse un gran numero di ricerche sulla storia dell'insediamento rurale.
Sempre in Inghilterra sono da ricordare le numerose campagne di scavo su necropoli, come Sutton Hoo, cimitero reale anglossassone, scoperto nel 1939 vicino a Woodbridge (Suffolk).
In Inghilterra esisteva già dal 1956 una "Society for Medieval Archeology", ma le prime pubblicazioni di archeologia medievale risalgono solo negli anni settanta-ottanta del Novecento. Successivamente si hanno numerose pubblicazioni in tutta Europa.
In Francia sicuramente uno dei più importanti esponenti della storia della disciplina è rappresentato da Viollet-le-Duc, la cui attività fu finalizzata all'individuazione dei principi dell'architettura del passato. La sua attività di restauratore, basata su una conoscenza straordinaria della civiltà medievale francese, si esplicita con la sua affermazione: «restaurare è ripristinare l'edificio in uno stato di compiutezza che potrebbe non essere mai esistito». Tra le sue attività di restauro è da ricordare il rifacimento della cattedrale di Notre-Dame a Parigi, sostituendo la guglia a crociera e la decorazione scultorea del portale maggiore con libere creazioni in stile gotico.
Per quanto riguarda il Novecento, tra gli esponenti di maggior rilievo ricordiamo Michel de Bouard, nominato professore all'Università di Caen nel 1940, partecipò allo scavo ed alla ricostruzione del castello di Caen, affermandosi come capo fila dell'archeologia medievale: tra i primi utilizzò il metodo stratigrafico su siti medievali.
In Germania le ricerche, soprattutto durante i primi anni del Novecento, furono tutti indirizzati alla ricerca delle origini del popolo Germanico. Da ricordare l'attività di Gustaf Kossinna, diretto predecessore dell'archeologia nazista, linguista e professore dell'Archeologia germanica all'Università di Berlino. Le sue idee furono collegate alla pretesa che i popoli germanici costituivano una identità nazionale con diritti storici sulle terre una volta occupate: pretesa utilizzata durante l'occupazione della Polonia e della Cecoslovacchia. 
Durante il periodo nazista, da ricordare la fondazione dell'associazione Deutsche Ahnenerbe, fondata nel 1937 e sovvenzionatrice di scavi e ricerche in tutta Europa finalizzate al rafforzamento dell'identità germanica. Tra i promotori da ricordare il Reichsführer-SS Heinrich Himmler, che mantenne il controllo totale dell'associazione dall'estate 1937, fissandone il nuovo quartier generale presso Berlino-Dahlem.

### Ricerche di archeologia medievale in Italia
Anche in Italia gli studiosi si occuparono di archeologia medievale anche molto tempo prima che nascesse questa definizione: nel corso del XIX secolo si citavano i ritrovamenti di epoca medievale rinvenuti negli scavi, ma tuttavia, l'interesse specifico per il Medioevo rimaneva scarso e casuale, ed anche un tema storiografico famoso come quello del ‘castello' animò ricerche comunque ridotte e specifiche.
Luigi Pigorini con la pubblicazione nel 1865 del suo libretto Sulle abitazioni palustri, ritrovate durante lo scavo nel centro di Fontanellato aveva già applicato a materiali di epoca medioevale le tecniche proprie dell'indagine archeologica del tempo: le strutture, ipotizzate come appartenenti all'età del ferro, vennero poi identificate come costruzioni del periodo delle invasioni barbariche, grazie all'attenta osservazione dei recipienti in pietra ollare rinvenuti.
Nel 1887 Giuseppe Scarabelli nella pubblicazione dello scavo condotto a Monte Castelluccio, presso Imola, in cui era stato rinvenuto un insediamento dell'età del bronzo, descrisse con precisione i resti di una necropoli, rilevando anche i buchi lasciati nel terreno dai pali e disegnando i numerosi manufatti rinvenuti: grazie a questo resoconto i resti furono più tardi attribuiti all'epoca altomedievale.
Sempre durante l'Ottocento si ebbero ancora gli studi di Giacomo Boni (abbondanti resti medievali nel sito terramaricolo di Montale), di Francesco Coppi (descrizione dei materiali rinvenuti nelle tombe del cimitero medievale dell'oratorio di Sant'Alberto). Gaetano Chierici condusse campagne di scavo in siti medioevali (campagne di scavo nel castello di Canossa a partire dal 1877, poi proseguite da Naborre Campanini, scoperta di una chiesa e di tombe altomedievali a Sant'Ilario d'Enza nel 1878, scavo nella torre di Bismantova. I risultati degli studi di Chierici vennero illustrati nel museo civico di Reggio Emilia, con un criterio topografico rimasto d'esempio per numerosi altri musei.
Le "Deputazioni di storia patria", associazioni per lo studio della storia locale, fondate dopo l'unità d'Italia nel 1861, raccoglievano materiali appartenenti ad epoche diverse, in mancanza di una legge che regolamentasse il possesso di oggetti archeologici, ma i manufatti di epoca medievale erano il frutto di ritrovamenti casuali e non di mirate campagne di scavo.
Contemporaneamente gli storici e gli storici dell'arte cominciarono a pubblicare gli 'inventari di beni', introducendo lo studio della cultura materiale, fondamentale fonte di informazione per comprendere e ricostruire il vivere quotidiano del singolo individuo come di interi villaggi. Inoltre la stessa archeologia andava allargando il proprio campo di indagine al di fuori della sola antichità classica e delle tradizionali tematiche storico-artistiche: nacque l'archeologia cristiana e si sviluppò la ricerca sulle culture barbariche e sugli aspetti materiali della cultura bizantina. Gli studi si estesero a temi quali le monete, le catacombe, la chiesa, il monastero ed il villaggio. Il problema storiografico centrale restava quello dell'identità nazionale.
Problema usato durante la ricostruzione di Roma durante gli anni del fascismo, quando vennero effettuati notevoli sbancamenti nella zona del Foro Romano, cancellando per sempre interi quartieri medievali della città. La ricerca della romanità era fortemente incentivata dal Duce, ritratto durante l'inaugurazione della Via dell'Impero (9 aprile 1932) e dei Fori Imperiali. Simile sorte ebbero gli scavi presso Ostia, diretti da Guido Calza.
Durante la ricostruzione, negli anni immediatamente successivi alla Seconda guerra mondiale, molte furono le scoperte nelle principali città italiane. In questi anni fu manifesto il legame con la scuola d'Oltralpe, guidata in primo luogo da Joachim Werner. Ai suoi allievi Volker Bierbrauer e Ottone d'Assia si devono le prime sistematizzazioni delle scoperte di età gota e longobarda in Italia.
Agli inizi del anni sessanta risalgono i primi grandi progetti di ricerca archeologica medievale, promossi da Gian Piero Bognetti, finalizzati alla conoscenza di due siti di grande interesse per l'Alto Medioevo italiano: Torcello nella laguna veneta e Castelseprio in provincia di Varese.
In Italia la disciplina venne codificata solo a partire dagli anni settanta del Novecento, con i primi incarichi accademici ed i primi interventi di recupero di contesti archeologici. A partire dal 1974 iniziò anche la pubblicazione di una rivista specialistica, "Archeologia Medievale" sotto la direzione di Riccardo Francovich. Le prime pubblicazioni furono monografie su aspetti specifici, testi di sintesi e rivisitazioni di tematiche storiografiche alla luce delle scoperte archeologiche. Tra i primi scavi archeologici italiani, condotti in questo periodo e di specifico interesse per l'archeologia medievale, si ricorda quello condotto a Brescia da Gian Pietro Brogiolo negli anni 1980 sul sito della domus di via Alberto Mario.
L'archeologia medievale è oggi entrata a pieno titolo nel mondo delle discipline archeologiche e storiche in generale, contribuendo a far luce e a rendere più chiare le testimonianze della vita dell'uomo nelle sue diverse fasi cronologiche (tarda antichità - alto Medioevo - basso Medioevo).